# آلان جي بويندكستر
آلان جي بويندكستر (بالإنجليزية: Alan G. Poindexter)‏ (و. 1961 – 2012 م) هو ضابط، ورائد فضاء من الولايات المتحدة الأمريكية . ولد في باسادينا، كاليفورنيا .
توفي في بينساكولا، فلوريدا .

## ريادة الفضاء
شارك في المهمات الفضائية:
- STS-122
- STS-131.

## الخدمة العسكرية
خدم في بحرية الولايات المتحدة.

## جوائز
حصل على جوائز منها:
- جائزة الشجاعة طيران
- وسام "العمل الشجاع في الحرب الوطنية العظمى 1941-1945
- وسام الاستحقاق.